# Тутуш I
Абу Саид Тадж ад-Давлат Тутуш I (араб. أبو سعيد تاج الدولة تتش السلجوقي‎; умер в 1095) — эмир Дамаска с 1078 по 1092 год и сельджукский султан Дамаска с 1092 по 1094 годы.
В 1078 году его брат султан Малик-шах I послал его в Дамаск на помощь Атсызу ибн Уваку аль-Хорезми, который был осажден. После того, как осада закончилась, Тутуш казнил Атсыза и поселился в Дамаске.
Тутуш закончил строительство Цитадели Дамаска, проект, начатый под руководством Атсыза. Тутуш взял под свой контроль Сирию в 1092 году, после смерти своего брата, Малик-шаха I, назвавшего себя султаном.
Тутуш и его генерал Какуид Али ибн Фарамурз были вскоре побеждены султаном Баркияруком около Рея в 1095 году, где он и Али были убиты. Тутуш был обезглавлен, а его голова выставлена на обозрение в Багдаде.
Младший сын Тутуша Дукак затем унаследовал Дамаск, в то время как Ридван получил Алеппо, разделив царство их отца. Его младший сын Ирташ (Бактак, Бекташ) недолго был правителем Дамаска в 1104 году.